# Варелла, Драузиу
Антониу Драузиу Варелла (порт.-браз. Antônio Drauzio Varella [ˈd̪ɾäwzjʊ väˈɾɛ̞lɐ]; род. 3 мая 1943 года в Сан-Паулу) — бразильский врач, онколог, педагог, учёный, популяризатор медицины и здравоохранения в прессе и на телевидении, а также автор бестселлеров. Помимо основной медицинской деятельности, Варелла является общественным комментатором по таким вопросам, как условия содержания в тюрьмах, социальное обеспечение, правительство, литература, а также атеизм и научный скептицизм.

## Медицинская карьера
Драузиу Варелла из семьи португальского и испанского происхождения из Сан-Паулу. Изучал медицину в Медицинской школе Университета Сан-Паулу. Будучи студентом, он вместе с Жуаном Карлосом ди Женио и другими коллегами был одним из основателей подготовительного курса для врачей на базе Университета Паулистa, где Варелла несколько лет преподавал химию. Позже этот курс стал крупнейшей частной образовательной системой в Бразилии.
После окончания учёбы он специализировался на инфекционных заболеваниях у профессора Висенте Амато Нето в Университете Сан-Паулу и в Государственной больнице Сан-Паулу. Эта работа выявила его интерес к иммунологии, и с начала 2000-х он работает в Центре Камаргу в Сан-Паулу, специализируясь на онкологии.
В качестве профессора медицины он преподаёт в Университете Сан-Паулу и в нескольких других учреждениях в Бразилии и за рубежом, таких как Мемориальный онкологический центр имени Слоуна-Кеттеринга, Кливлендская клиника, Каролинский институт, Университет Хиросимы и Национальный онкологический центр Японии. Одной из основных областей его исследований был СПИД, особенно лечение саркомы Капоши. Он принимал активное участие в профилактических и просветительских кампаниях о СПИДе, будучи первым, у кого была радиопрограмма на эту тему. С 1989 по 2001 год он добровольно работал неоплачиваемым врачом в одной из крупнейших тюрем Бразилии, Карандиру, чтобы бороться со страшной эпидемией СПИДа, свирепствовавшей среди заключённых. Он написал книгу Estação Carandiru (англ. Carandiru Station), в которой описал свой собственный опыт работы в тюрьме и ужасные условия содержания заключённых, в том числе их бунт и массовое убийство. Позже по книге был снят фильм «Карандиру» (режиссёр Эктор Бабенко). И книга, и фильм были высоко оценены критиками и публикой.
Как председатель Научно-исследовательского института рака в Университете Паулиста, Варелла в настоящее время возглавляет исследовательскую программу по потенциалу лекарственных растений бразильской Амазонии для лечения новообразований и устойчивых к антибиотикам бактерий. Это программа поддерживается Фондом поддержки исследований Сан-Паулу.

## Научные труды
Варелла также очень активно участвует в популяризации науки, особенно в области медицины. Он пишет колонки для крупнейших бразильских газет и был приглашен телекомпанией Globo для ведения серии программ о человеческом теле, мозге, первой помощи, здоровье и т. п., которые демонстрировались на шоу Fantástico по воскресеньям. Он также является продюсером и ведущим ток-шоу о медицине и здоровье, которое транслируется на нескольких телеканалах.
За свою писательскую деятельность Варелла получил несколько премий и наград, в том числе премию Жабути от Бразильской книжной палаты (2000), премию Международной книжной ярмарки в Болонье, Италия, и премию Международной книжной биеннале в Рио-де-Жанейро (2001).
Он также писал художественную литературу для взрослых и детей.

## Книги
- Carcereiros (2012)
- AIDS Hoje. В трёх частях, в соавторстве с Antonio Fernando Varella и Narciso Escaleira.
- Estação Carandiru (1999), сборник писем.
- Macacos, Publifolha (в серии «Folha Explica»).
- Nas ruas do Brás (детская литература).
- De braços para o alto (детская литература).
- Florestas do Rio Negro. в соавторстве с Alexandre Adalardo de Oliveira и Douglas C. Daly.
- Maré — Vida na Favela.
- Casa das Palavras, в соавторстве с Paola Berenstein, Ivaldo Bertazzo and Pedro Seiblitz.
- Por um fio. Сборник писем, 2004.